# Mesa Bolívar (paroisse civile)
Pour les articles homonymes, voir Bolívar et Mesa Bolivar.
Mesa Bolívar est l'une des trois divisions territoriales et statistiques et l'une des deux paroisses civiles de la municipalité d'Antonio Pinto Salinas dans l'État de Mérida au Venezuela. Sa capitale est Mesa Bolívar.